# Zwalm
Zwalm (Pronunciación holandesa: [ˈzʋɑlm]) es un municipio situado en la provincia flamenca de Flandes Oriental, en Bélgica. Tiene una población estimada, a inicios de 2024, de 8340 habitantes.

## Demografía

### Evolución
El siguiente gráfico refleja la evolución demográfica del municipio, incluyendo el territorio que comprende después de efectuada la fusión del 1 de enero de 1977.
| Gráfica de evolución demográfica de Zwalm entre 1890 y 2024 |
|                                                             |